# Lac la Biche (Alberta)
Lac la Biche è un hamlet, ovvero un comune del Canada, situato nella regione settentrionale dell'Alberta, che sorge sulle rive del Lago La Biche. Amministrativamente dipende dalla Divisione No. 12 (Alberta).